# Batalla de Barcelona (510)
La batalla de Barcelona de 510 fou un combat entre ostrogots, que pretenien deposar el rei Gesaleic, i els visigots.

## Antecedents
El 507, derrotats els visigots a la batalla de Vouillé, els francs i els seus aliats borgonyons van ocupar sense resistència els territoris cap al sud; els francs van entrar a Provença i Septimània i van assetjar a Gesaleic, pretendent al tron visigot, a Narbona i van amenaçar Carcasona, però Teodoric el Gran ho va aturar i va enviar al general Ibba o Ibbas, que es va apoderar de Provença, i després va avançar fins Arle, on Tuluin va aixecar el setge franc, mentre Gesaleic fugia a Bàrcino, on va fer executar Goiaric, compilador del Breviari d'Alaric.
El 510 Teodoric el Gran va tornar a enviar les seves forces contra borgonyons i francs, i Ibbas va derrotar altre cop a Clodoveu prop d'Arle.
Els francs foren expulsats del mediterrani, la Provença esdevingué una província ostrogoda i Teodoric el Gran es veié amb forces per derrocar Gesaleic com a rei visigot.

## Batalla
Teodoric el Gran envià en 510 el general Ibba, que ocupà Bàrcino i deposà a Gesaleic, que va fugir a territori dels vàndals, on Trasamund li donà suport.

## Conseqüències
Teodoric va fer retirar després les seves forces del territori visigot; Arle fou declarada capital de la prefectura de les Gàl·lies dins el regne ostrogot, i nomena prefecte a Liberi, que va exercir el càrrec 18 anys. Dels visigots fou de fet el regent fins a la seva mort, quan Amalaric tenia uns 24 anys.
Els vàndals van expulsar Gesaleic, que va retornar a Aquitània on va poder reunir un exèrcit i el 512 va entrar a la Tarraconense pels passos pirinencs orientals però va ser derrotat per Ibbas a 20 km de Barcelona, va fugir cap al nord, i després de travessar la Narbonense va intentar penetrar a Borgonya, però va ser capturat i mort en travessar el riu Durance, probablement per soldats ostrogots el 514.